# Mandato dal cielo (Doctor Who)
Mandato dal cielo (titolo originale: Heaven Sent) è l'undicesimo e penultimo episodio della nona stagione della nuova serie di Doctor Who. È stato trasmesso per la prima volta il 28 novembre 2015 su BBC One in Gran Bretagna, mentre la prima visione in lingua italiana è stata il 15 aprile 2016 sul canale televisivo Rai 4. Si tratta del primo episodio di una storia in due parti, conclusasi con Piegato dall'Inferno (Hell Bent). L'episodio è stato scritto da Steven Moffat e diretto da Rachel Talalay.
L'episodio è notevole per il suo formato sperimentale e insolito, essendo l'azione principale in esso, sorretta unicamente dal Dottore.
Nell'episodio, il Dottore, in seguito alla morte di Clara Oswald, viene teletrasportato in uno strano castello circondato dal mare, resta lì intrappolato e viene inseguito da una mostruosa creatura velata che sta cercando di ucciderlo. L'episodio è stato acclamato dalla critica, e molti lo hanno definito uno degli episodi più riusciti della nuova serie e di tutto lo show in generale. Particolare attenzione è stata data alla recitazione di Peter Capaldi, alla sceneggiatura di Moffat e alla regia della Talalay.

## Trama
Dopo aver assistito alla morte di Clara Oswald (in Affrontare il corvo), il Dottore viene teletrasportato, attraverso una cabina di vetro, in un castello medievale disabitato e completamente circondato dall'acqua. Il castello cambia costantemente planimetria riconfigurandosi da solo e modificando l'ordine delle sue stanze. Il Dottore scopre di essere inseguito da una lenta ma implacabile creatura chiamata "Il Velo". Quando essa infine lo raggiunge, egli ammette di avere paura di morire. Improvvisamente la creatura si arresta e il castello cambia configurazione, permettendo la fuga al Dottore. In seguito egli giunge in una camera da letto e nota, con grande sorpresa, un ritratto di Clara appeso sopra al camino. Osservando il quadro da vicino, il Dottore si accorge che il dipinto sembra essere molto antico. Il Signore del Tempo comincia a capire che il castello e la creatura fanno parte di una trappola architettata per ottenere da lui informazioni. Il Dottore ha dei monologhi interiori, immaginandosi a bordo del TARDIS a rispondere a delle domande che una silenziosa Clara (vista solo di spalle) scrive su una lavagna. Esplorando il castello, giunge nella camera del teletrasporto da dove era arrivato e scopre la parola "bird" scritta su un mucchio di polvere. Altri indizi trovati in una giardino gli consigliano di trovare la stanza numero "12". Con il trascorrere del tempo, il Dottore capisce che questo "inferno" che sembra costruito apposta per lui, è pieno di indizi che sembrano essere stati lasciati in giro da chi l'ha preceduto in questa macabra avventura, considerando il copioso numero di teschi che giacciono sul fondale marino sul quale il castello è posto.

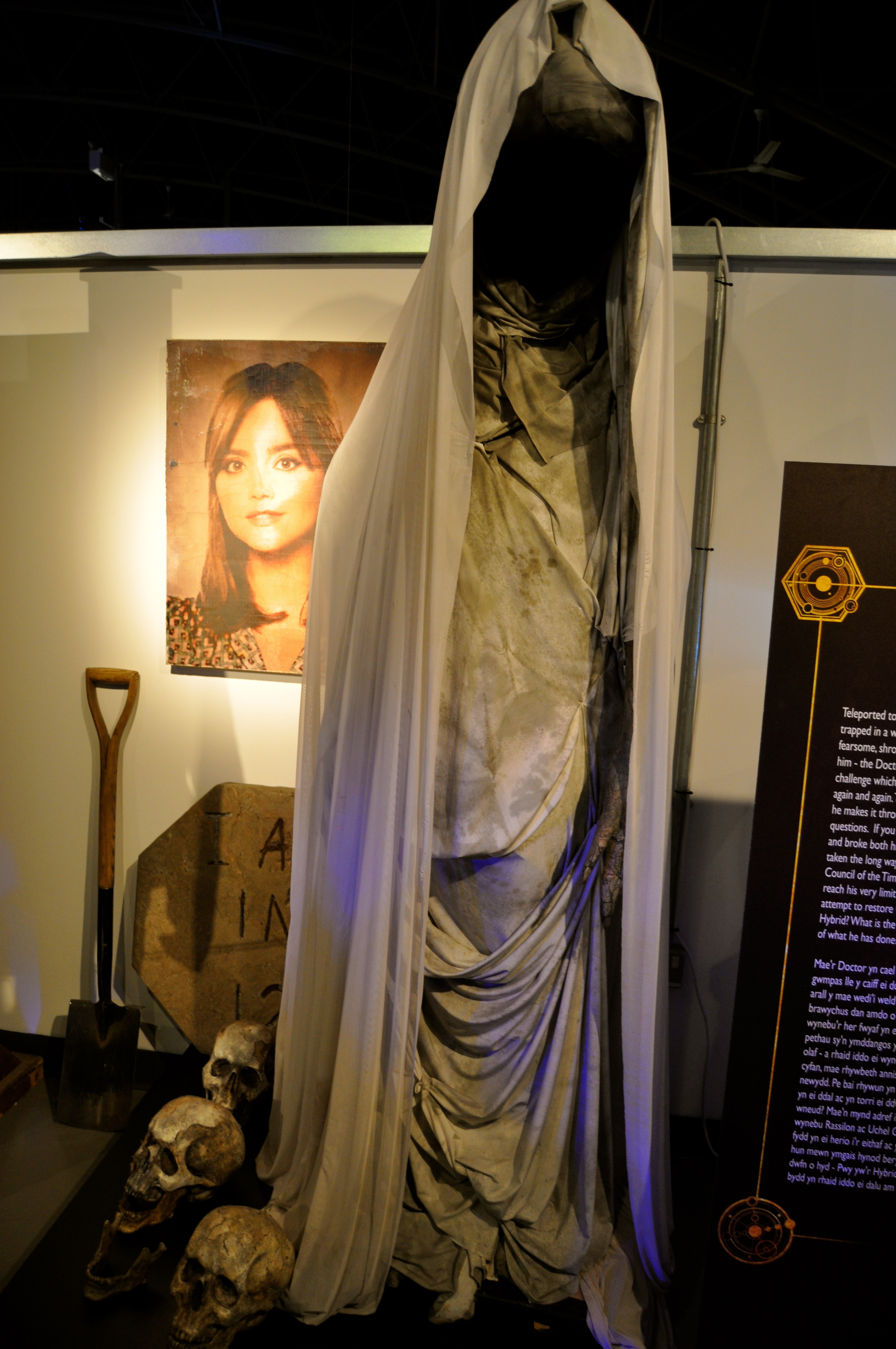
La creatura detta "il Velo", esposta alla mostra Doctor Who Experience

Alla fine il Dottore trova la stanza numero 12 mentre il Velo lo insegue implacabile. All'interno della stanza scorge una parete di Azbanzio, un minerale quattrocento volte più duro del diamante. Capisce che la parola "bird" è un riferimento a una favola dei Fratelli Grimm, dove un uccello ("bird") lentamente abbatte una montagna con il suo continuo beccare. Nella sua mente, mentre dispera ormai di riuscire a fuggire da questa trappola/prigione, Clara gli dice di superare il lutto per la sua morte e di mettersi seriamente all'opera per scappare. Rinfrancato, il Dottore inizia a dare dei pugni alla parete della stanza 12 fino a quando il Velo lo raggiunge alle spalle e lo tocca, ustionandolo gravemente e annullando ogni suo processo di rigenerazione. Il Dottore striscia moribondo fino alla stanza del teletrasporto e usa le sue ultime energie per azionare la cabina, contando sul fatto che poiché il castello si riconfigura di continuo, il sistema deve avere in memoria anche una copia di lui stesso. Quindi crolla esausto, scrive la parola "bird" nella polvere, e si disintegra lasciando solo un teschio. Subito dopo, appare nella cabina del teletrasporto un nuovo Dottore, e la storia ricomincia daccapo.
Dopo quattro miliardi e mezzo di anni che tutto si ripete in un loop temporale senza fine apparente, il Dottore riesce finalmente a infrangere la parete di Azbanzio e il fascio di luce che irrompe nella stanza fa svanire il Velo. Il Dottore attraversa il varco nella parete e si ritrova su Gallifrey; per terra ritrova il suo disco della confessione che gli era stato sottratto. Viene avvicinato da un ragazzino, e il Dottore gli dice di far sapere ai Signori del Tempo che è infine tornato, avendo preso "la strada più lunga". Poi dichiara di essere l'"Ibrido", destinato a conquistare Gallifrey e a regnare sulle sue rovine.

## Produzione

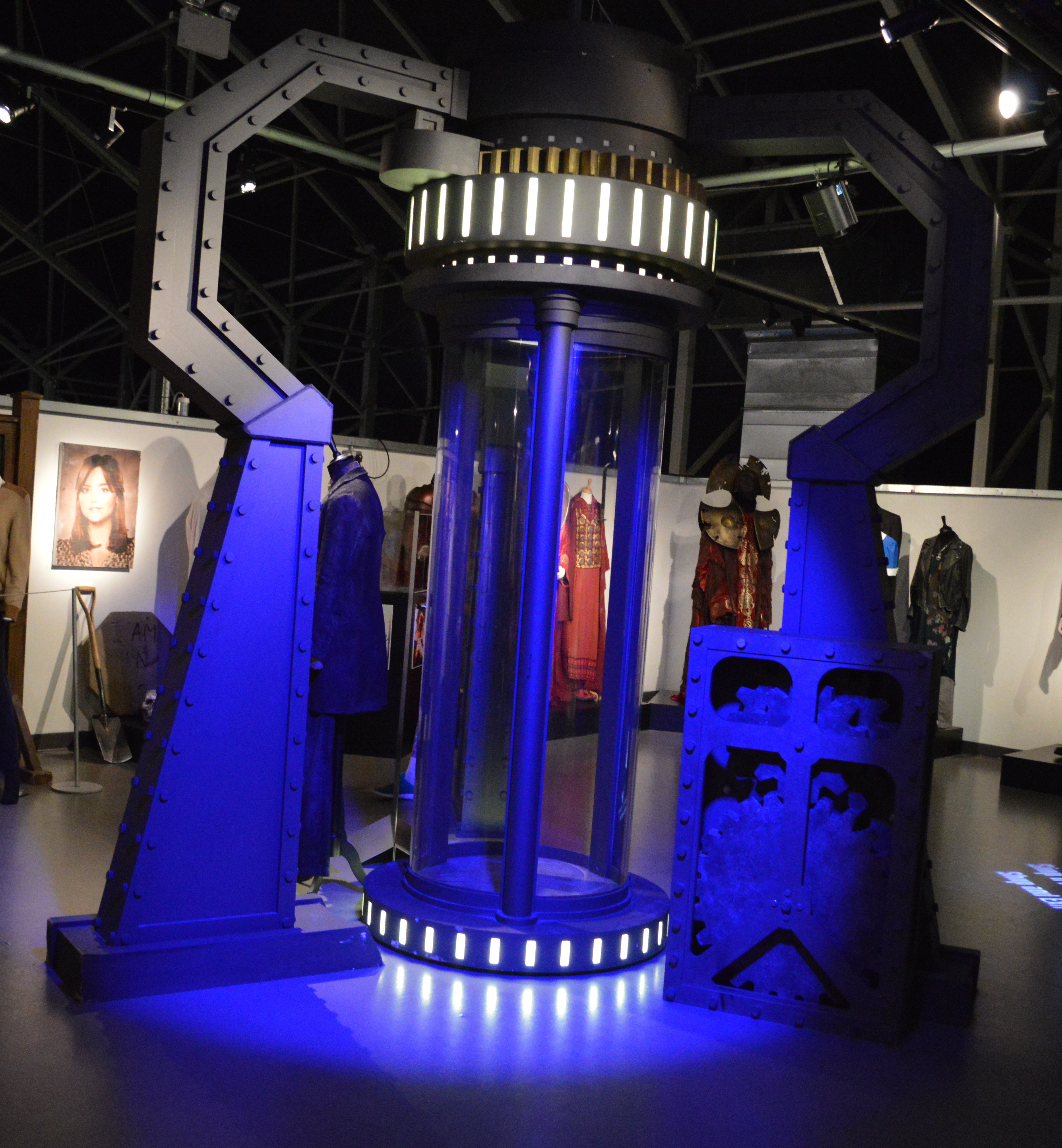
Il teletrasporto, in mostra alla Doctor Who Experience.

L'episodio ha come unico protagonista il Dottore, con il silenzioso Velo interpretato dal mimo Jami Reid-Quarrell. L'ex compagna di viaggio del Dottore, Clara Oswald, e un bambino di Gallifrey non identificato, fanno una breve apparizione nella storia.
Anche prima dell'uscita dell'ottava stagione sugli schermi, Steven Moffat disse di avere in mente una svolta inaspettata in serbo per la nona stagione; come raccontò nel corso di un'intervista apparsa su Doctor Who Magazine n. 475: «Mi sono imbattuto in un colpo di scena nel penultimo episodio della nona stagione. Semplicemente fantastico, e penso proprio che non ve lo aspetterete!».
La lettura del copione da parte del cast ebbe luogo il 18 giugno 2015 e le riprese cominciarono il 24 giugno 2015. Le scene per gli interni del castello furono girate nel Castello di Cardiff e nel Castello di Caerphilly, oltre che in set ricostruiti in studio.

## Accoglienza
Alla sua prima trasmissione l'episodio venne visto da circa 4.51 milioni di spettatori in Gran Bretagna, con uno share del 20.7%.

### Critica
Mandato dal cielo ha ricevuto consenso unanime da parte della critica, con la maggioranza dei recensori che lo considerarono il migliore episodio della serie in corso di programmazione, e possibilmente uno dei migliori episodi di Doctor Who in assoluto. Molti elogi andarono alla sceneggiatura di Steven Moffat e alla regia di Rachel Talalay. Anche la prova attoriale di Peter Capaldi fu accolta con entusiasmo. Attualmente l'episodio ha un indice di gradimento dell'89% su Rotten Tomatoes, con un punteggio totale di 9.8 su 10, di gran lunga il migliore di tutte le stagioni.

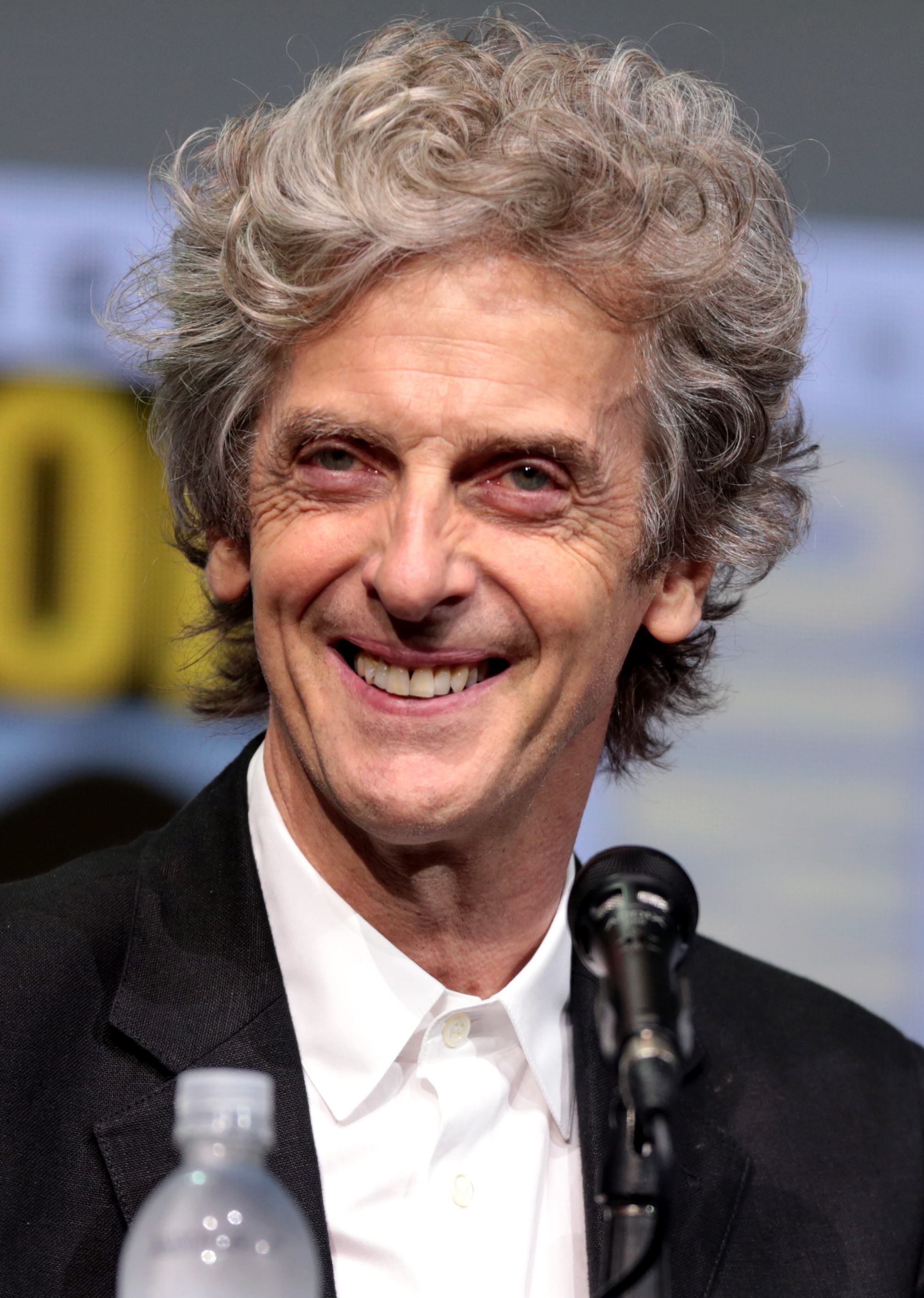
Peter Capaldi ha ricevuto l'approvazione unanime della critica per la sua recitazione nell'episodio

Patrick Mulkern di Radio Times assegnò all'episodio cinque stellette su cinque, scrivendo: "Lo show solista personale di Peter Capaldi è un classico istantaneo". Aggiungendo poi: "Questa è l'ora di Peter Capaldi e se l'è guadagnata ... ma questo episodio brillante, coraggioso ed estenuante è uno spettacolo personale - un vero tour de force del magnifico Capaldi. Quest'anno ha fatto veramente suo il ruolo del Dottore". Definendo l'episodio un "capolavoro", Morgan Jeffery di Digital Spy dichiarò che Mandato dal cielo era "uno degli episodi più surreali di sempre della serie". E aggiunse: "Lo sceneggiatore Steven Moffat intelligentemente sovverte l'aspettativa del pubblico che la vicenda narrata sarà una scappatoia a basso budget, con un surplus di Capaldi che esprime goffamente i suoi pensieri interiori ad alta voce. Si vede spesso il Dottore che "parla da solo" nella puntata, è vero, ma c'è sempre un motivo". Jeffery concluse la sua recensione scrivendo: "Mandato dal cielo è geniale, ma è anche lontanissimo dal consueto intrattenimento per famiglie. [...] Ma se sei disposto a vedere oltre e ad accettare la particolarità della storia, allora finirai per restare affascinato. Perché questa è fantascienza esigente e intelligente, e la BBC One dovrebbe essere lodata per averla mandata in onda".
Alasdair Wilkins di The A.V. Club diede all'episodio una "A", scrivendo: "Questa stagione si è rivelata un traguardo rimarchevole per lo show, e, aspettando il gran finale, ha buone possibilità di diventare la migliore stagione della nuova serie di Doctor Who, superando anche il debutto di Matt Smith nella quinta stagione". Mark Rozeman di Paste Magazine assegnò anch'esso il massimo dei voti all'episodio (10.0), definendolo "un capolavoro di prim'ordine", mentre Ian Berriman di SFX elogiò Mandato dal cielo quale "miglior episodio della stagione: follemente surreale, ingegnosamente sconcertante, immensamente pauroso e decisamente estenuante nelle sue ultime fasi, ma ottiene un risultato finale estremamente impressionante".
Assegnando alla puntata un punteggio di 9.5 su 10, definendola "fantastica" e il "vertice della serie", Scott Collura di IGN lodò in particolare il finale dell'episodio scrivendo: "La consapevolezza che il mare di teschi è in realtà un mare di teschi del Dottore, è una svolta emozionante e geniale". Inoltre elogiò la performance di Capaldi, e concluse la recensione con le parole: "Un grande episodio di Doctor Who che serve come finale di una stagione in gran parte eccellente, Mandato dal cielo è un vero e proprio "one-man show" da parte di Peter Capaldi e una delle migliori puntate della serie moderna di Doctor Who. Riferendosi all'episodio come a "un epico one man show", Tim Liew di Metro lodò la sceneggiatura di Steven Moffat e la recitazione di Peter Capaldi.
Nel 2016 Mandato dal cielo ricevette una nomination agli Hugo Award for Best Dramatic Presentation (Short Form) ma perse contro Sorridi della serie Jessica Jones. Mandato dal cielo è inoltre la prima puntata di Doctor Who ad aver ricevuto una nomination ai Primetime Emmy Award, essendo la BBC America co-produttrice della serie. L'episodio fu messo in lizza per le categorie Miglior attore protagonista in una serie drammatica (Capaldi), Miglior sceneggiatura per una serie drammatica (Moffat), e Miglior regia per una serie drammatica (Talalay) in aggiunta a svariati altri premi minori. Tuttavia, l'episodio non fu selezionato dalla commissione degli Emmy per nessuna delle categorie citate.

## Colonna sonora
Brani scelti della colonna sonora di questo episodio, composta da Murray Gold, sono stati inseriti nel terzo disco del cofanetto a 4 CD della colonna sonora della nona serie, pubblicato il 27 aprile 2018 dalla Silva Screen Records.

## Curiosità
- Ogni teschio utilizzato nell'episodio venne modellato scansionando la testa di Peter Capaldi.[20]
- Il nome di Jenna Coleman non è presente nei titoli di testa della puntata, rendendo di fatto questo il primo episodio regolare della serie moderna di Doctor Who ad avere il nome di un solo attore elencato durante la sigla iniziale del programma.
- Scrivendo in Doctor Who Magazine n. 495, Moffat confermò che il ritratto di Clara presente nella stanza da letto nel castello era stato dipinto dallo stesso Dottore in un ciclo passato. Egli rivelò anche che molti degli indizi disseminati nel maniero, specificatamente la scritta "sono nella 12", furono lasciati dalle precedenti copie del Dottore.
- L'unica apparizione del TARDIS nell'episodio è una costruzione mentale del Dottore che si immagina di essere sulla plancia di controllo insieme a Clara.